# Королівський сад (Пальма)

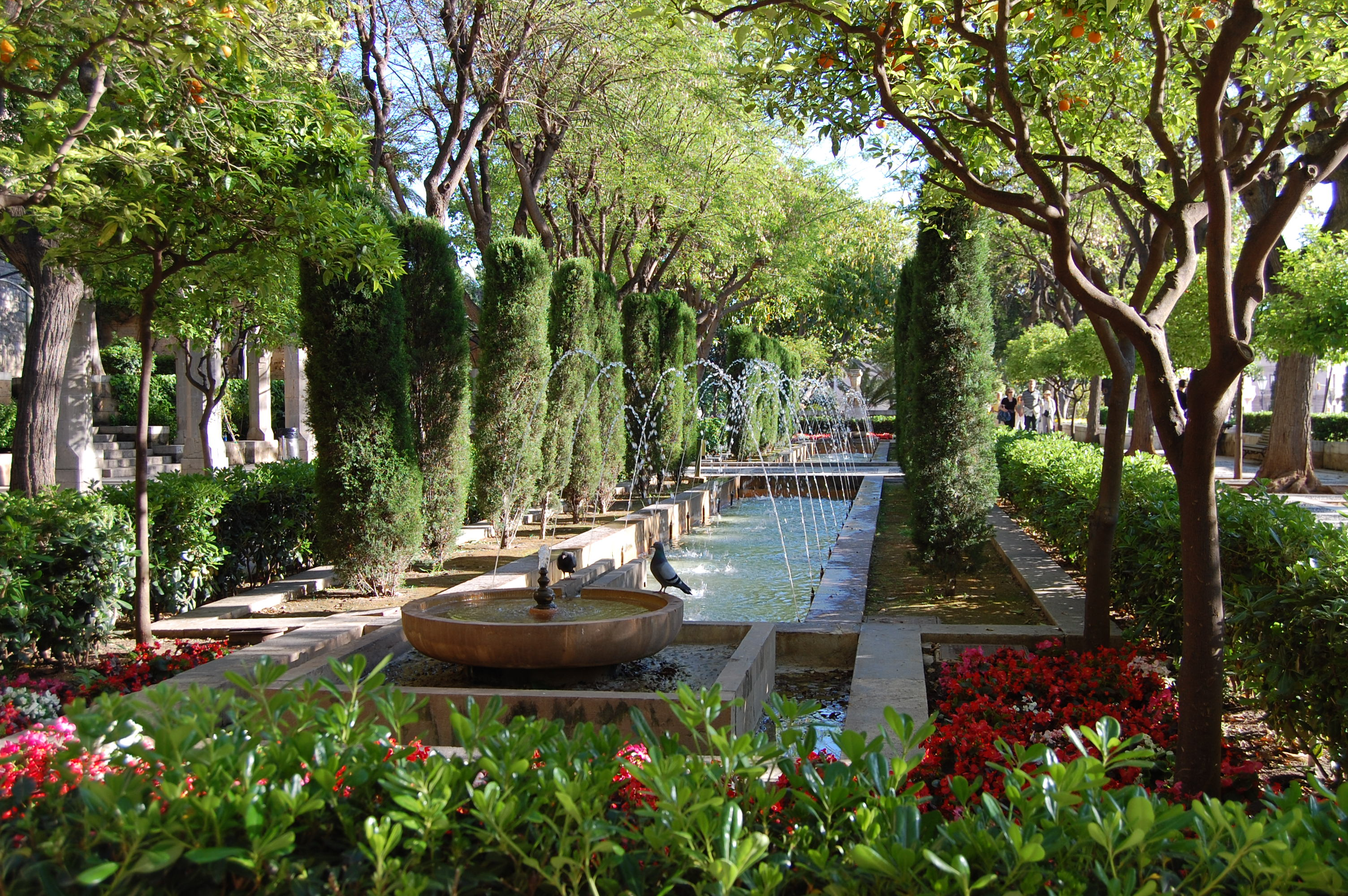
Королівський сад у м. Пальма

Королівський сад (кат. S'Hort del Rei) — громадський сад у м. Пальма на Балеарських островах (Іспанія). Розташований біля стін Королівського палацу Альмудаїна і пролягає від площі Рейна до проспекту Антоніо Маури.  
Територія саду раніше використовувалась як город і квітник палацу Альмудаїна і зазнала численних перебудов. Наприкінці XIX століття територія була забудована: тут звели казарму кавалеристів, театр Teatre Liric і готель Hotel Almudaina. Пізніше, у період з 1961 по 1968 роки, ці споруди знесли, і місто отримало територію парку.
У 1966 році, як план реконструкції прилеглої ділянки палацу, мальоркський архітектор Габріель Аломар-і-Естеве (1910–1987) створив новий сад, надавши йому первісного вигляду в арабському стилі. Він поєднав традиційні елементи мальорських садів, таких як пергола, з іншими елементами, типовими для Андалусії, як ставок з фонтанами, що нагадують Альгамбру.
Сад розташований біля західної стіни палацу і межує з Морським парком.
У саду встановлені декілька скульптур:
- «Пращник», Льоренс Россельо, 1898;
- «Ненсі», Александр Колдер, 1973;
- «Іонійка», Жузеп Марія Субіракс, 1983.